# Notre Dame des Flots (ketch)
Pour les articles homonymes, voir Notre-Dame-des-Flots.
Le Notre Dame des Flots est un ketch en bois, construit en 1942 pour la pêche en mer du Nord.
Il appartient désormais à l'association « C'est pas la mer à boire » de La Rochelle en tant que voilier-charter.

## Histoire

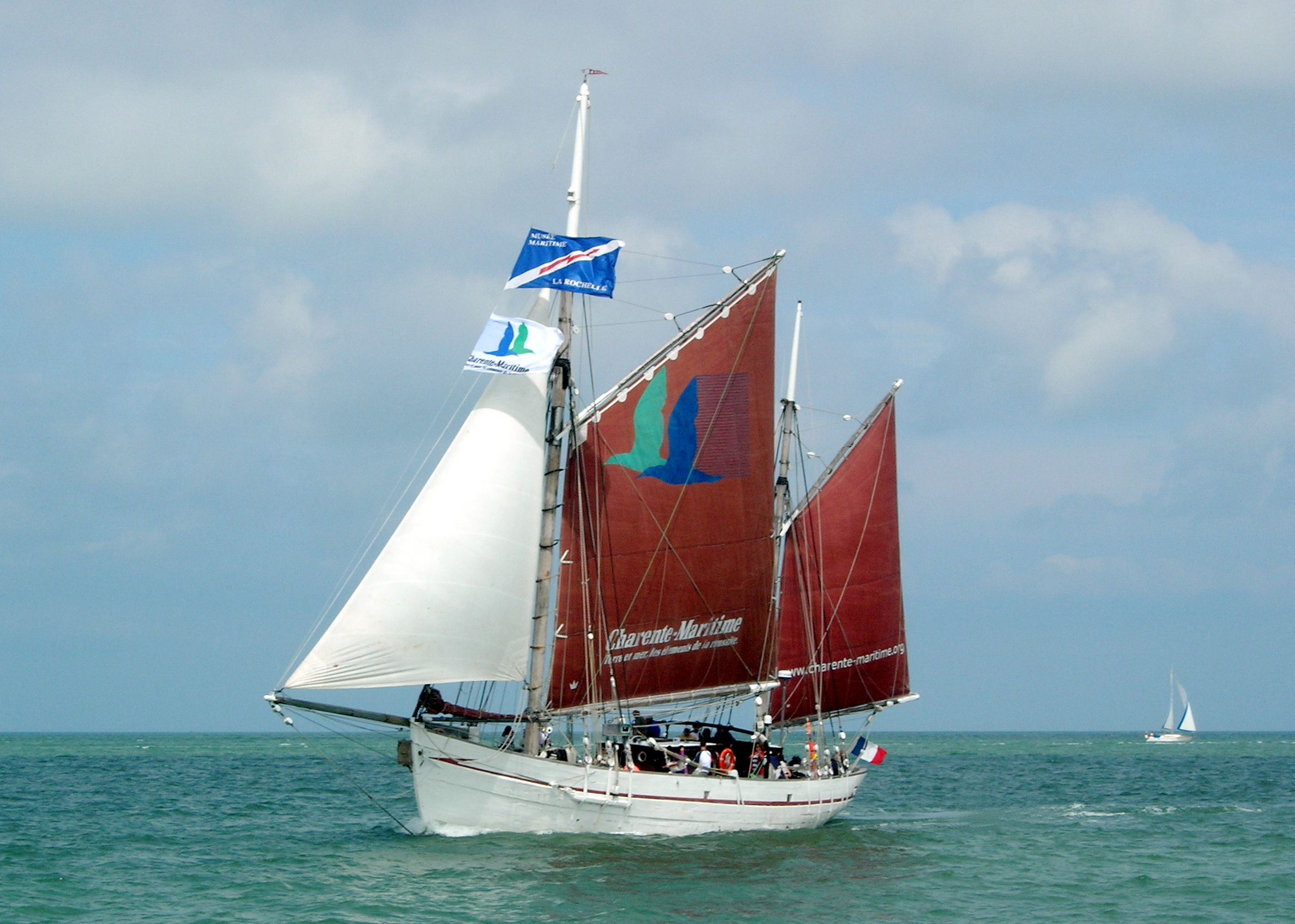
Le Notre Dame des Flots, en 2006.

Il a été conbstruit à Gravelines sur le plan d'un harenguier de 1910 du chantier Delpierre-Agneray à Grand-Fort-Philippe.
Le Notre Dame des Flots a d'abord pratiqué la pêche au chalut et au filet dérivant en mer du Nord jusqu'en 1974. 
Il a été désarmé et abandonné au cimetière à bateaux du port de Dunkerque. Mais en 1976, il est renfloué et restauré durant sept ans par un groupe de passionnés.
Depuis 1983, il ne cesse de naviguer. Il peut transporter 18 personnes en sortie journalière et 8 passagers en croisière.
Il est homologué en 1re catégorie plaisance et possède 4 cabines.
Sa robustesse lui permet de réaliser des navigations lointaines, à travers le monde.
Quand il fait relâche, il est visible sur le quai du Musée maritime de La Rochelle.

## À la télévision
Entre 1991 et 2005, le Notre Dame des Flots est ancré à quelques encablures du fort Boyard dans le cadre de l'émission télévisée du même nom et sert notamment lors de l'épreuve de la Tyrolienne où deux candidats descendent depuis le haut de la forteresse jusqu'à la mer en tyrolienne avant de nager jusqu'au ketch et récupérer le mot-indice en haut du mât. Il fait sa réapparition dans l'émission en 2012, lors des émissions nocturnes diffusées pour Halloween et les fêtes de fin d'année.

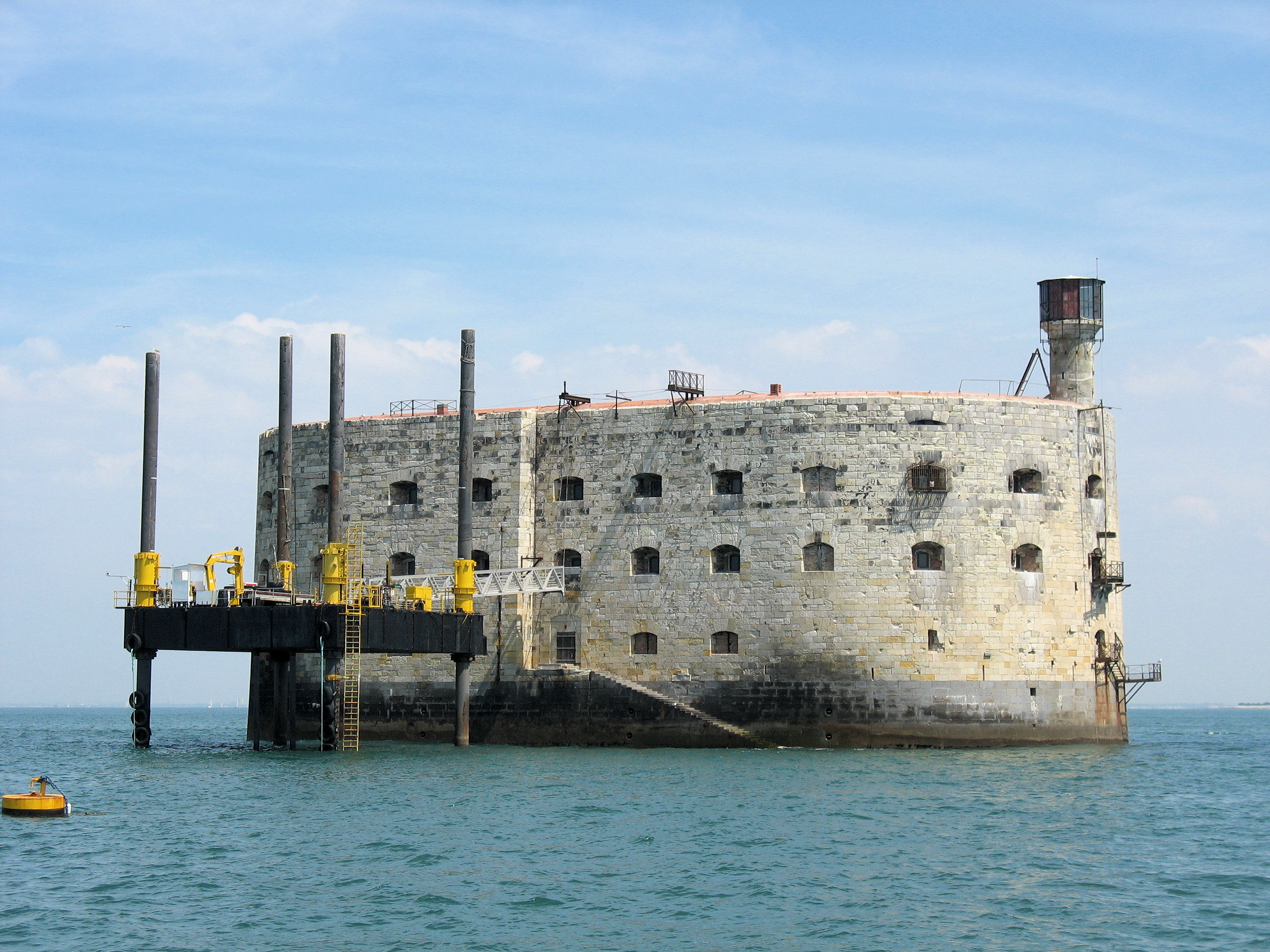
Le ketch est ancré près du fort Boyard pour les besoins de l'émission du même nom.

## Mise en vente
Après une dernière saison aux Antilles, début 2021, il sera mis en vente à son retour à La Rochelle.